# Tomo Miličević
Tomo Miličević, nascut el 3 de setembre del 1979, és un músic procedent de Bòsnia i Hercegovina. Tomo s'ha dedicat a la música des del 2003, quan entrà a la banda de rock alternatiu 30 Seconds to Mars. Actualment n'és el principal guitarrista.

## Discografia
- A Beautiful Lie, 30 d'agost del 2005
- This Is War, 4 de desembre del 2009